# 佐々木とピーちゃん
『佐々木とピーちゃん』（ささきとピーちゃん）は、ぶんころりによる日本のライトノベル。イラストはカントクが担当している。略称は「ささピー」。「カクヨム」では2018年12月4日から、「小説家になろう」では同月8日から、『佐々木とピーちゃん 異世界でスローライフを楽しもうとしたら、現代で異能バトルに巻き込まれた件 〜魔法少女がアップを始めたようです〜』のタイトルで連載されている。MF文庫J（KADOKAWA）では初となるソフトカバー単行本作品であり、2021年1月から刊行されている。2024年9月時点で電子版を含めたシリーズ累計部数は75万部を突破している。
第4回カクヨムWeb小説コンテストでは「特別賞（異世界ファンタジー部門）」を受賞。「次にくるライトノベル大賞2022」では単行本部門で6位を獲得している。『このライトノベルがすごい！』単行本・ノベルズ部門では2022年版で1位、2023年版で7位を獲得。
メディアミックスとして、『少年エースplus』（KADOKAWA）にてプレジ和尚によるコミカライズが2021年1月から連載されている。そして2024年1月から3月までテレビアニメが放送され、第2期の制作も決定している。

## あらすじ

### 第1巻
商社勤めをしている冴えない中年会社員の佐々木は、家族や恋人もおらず金もないことから、社畜となって働いていた。生活に癒しを求めた佐々木はペットショップへ行き、そこで一羽の文鳥を購入する。ところが購入した文鳥を家に連れて帰ると、突然人間の言葉を喋り始めた。
佐々木が「ピーちゃん」と名付けた文鳥は、実はもともと異世界の高名な賢者であり、腐敗貴族たちに闇討ちされた彼は、なぜか日本で文鳥へと転生してしまったという。佐々木はピーちゃんと契約して「魔力のパス」を接続したことで、魔法を使えるようになる。
ピーちゃんに促された佐々木は日本で商材を買い込んで、異世界の商人マルクに商品を卸して取引を始める。さらに佐々木は、店をクビにされた料理人フレンチを雇って料理店のオーナーとなり、異世界グルメを堪能したり魔法の修行をするなど、異世界でのスローライフを満喫していく。
会社からの帰宅途中、不思議な超能力（異能力）を使う通り魔を目撃した佐々木は、襲われていた女性・星崎を氷の魔法を使って助ける。ところが星崎も「内閣府超常現象対策局」に所属する異能力者で、魔法を使う光景を見られた佐々木は異能力者と誤解され、対策局の課長・阿久津の意向によって、半ば強制的に対策局に転職することになってしまう。
一方、異世界で領主のミュラー子爵と懇意になった佐々木は、戦のための御用商人となる。しかし、しばらくして子爵の戦死の報が届き、一人娘であるエルザを巡る跡目争いに巻き込まれてしまう。子爵家を巡る諸々の騒動を片付けた佐々木は、アドニス王子を救った功績により「騎士」となり、名目上とはいえアドニス直属としてヘルツ王国に属することとなる。

### 第2巻
佐々木は、異能力者を憎む魔法少女・マジカルピンクの襲撃を受けるも、自身が異能力者ではなく「魔法中年」であると説明し事なきを得る。以前敵対した異能力者二人静が対策局への移籍を希望したことから、「嘱託扱いの協力者」として佐々木の同僚となる。佐々木は彼女と協力関係を結び、異世界の金品を日本の貨幣に変換する伝手を得る。
その頃ヘルツ王国では、次期国王候補である第一王子ルイスと第二王子アドニスとの派閥争いにより国内貴族の暗闘が活発化。伯爵となったミュラーの政敵である、ルイス王子派のディートリッヒ伯爵の手によって商人マルクが投獄されてしまう。佐々木の奔走によりマルクは解放され、ディートリッヒはアドニス王子派閥へと鞍替えする。
二人静が、以前所属していた組織のリーダーであるアキバ系の人の襲撃を受ける。ピーちゃんとの交戦の末アキバ系の人は降伏し、二人静の移籍を認める。その直後、星崎から対策局を二人の魔法少女が襲撃中との連絡が入る。現場に駆け付けた佐々木と二人静は魔法少女らを撃退し、対策局の危機を救った二人静は正式な局員として認められる。
佐々木の住むアパートでは隣室の女子中学生お隣さんが、母親の交際相手である男に強姦されようとしていた。そこに現れた悪魔アバドンの助けを得たお隣さんは、その代償として彼の「使徒」となり、天使と悪魔の代理戦争となるデスゲームに身を投じることになる。

### 第3巻
お隣さんはアバドンの力で天使の使徒を多数殺害し、天使陣営から目を付けられる。天使ミカエル率いる多数の天使がお隣さんを攻撃しようとしていたところを、佐々木は命懸けで救い出す。
ヘルツ王国では、マルクを救う際にルンゲ共和国の大商会であるケプラー商会と取引を結んだことで、佐々木に男爵位と領地が与えられる。ササキ男爵は、帝国からの侵攻に備えて領地に砦を作ることを命じられ、国からの理不尽な命令に憤ったフレンチの指揮のもと、予想以上の急ピッチで砦の建設が進行する。
敵対するルイス王子より、エルザを筆頭側室に迎えたいとミュラー伯爵へ申し出があったことから、佐々木が日本でエルザを保護することとなる。しかし、謎の言語を話すエルザと文鳥の存在がSNSを通してネットに拡散してしまい、佐々木は阿久津より厳しい詰問を受ける。佐々木は阿久津がアキバ系の人と繋がっていることをネタに逆に脅しをかけ、双方の秘密を守るということで合意する。
その頃、エルザがいるホテルの場所がネットで特定されたことにより、星崎・お隣さん・マジカルピンクが同時にホテルを襲撃。異世界人・異能力者・魔法少女・デスゲーム参加者という、佐々木を取り巻く4人の少女たちが一堂に会することとなった。

## 登場キャラクター
主人公である佐々木を筆頭に、フルネームが不明な登場人物が多い。
声の項は特記のない限り、テレビアニメ版の声優。なお、佐々木・ピーちゃんはPV・ボイスコミック・テレビアニメの媒体を問わず、声優は共通している。

### 主人公
佐々木
声 - 杉田智和
本作の主人公であり、冴えない中年の会社員（社畜）。癒やしを求めてペットショップで購入した文鳥が異世界の賢者の転生体だったことで人生に大きな転機が訪れることになった。ピーちゃんと名付けた文鳥と共に食っちゃ寝のスローライフを目指す。
ピーちゃんとパスが繋げられたことで魔力を使用できるようなり、障壁、飛行、雷撃など、ピーちゃんから様々な魔法を教わることとなる。ピーちゃんによると魔法の覚えは良い方とのこと。また、大きな魔力の影響を受けたことで、異世界でいう「上位個体」に分類されるようになり、寿命も変化しているらしい。
異能力者と戦っていた星崎を氷の魔法で助けたことで氷を操れる異能力者と誤解され、異能力者を管理する政府組織「超常現象対策局」への入局が求められ、社畜生活にうんざりしていたこともあって周囲に魔法や異世界のことを隠したまま転職した。更に二人静が入局した際、阿久津の一存で二人静の担当として星崎さんと同等の権限を持たされることになる。
その後異世界ではヘルツ王国で戦争や政変に巻き込まれつつもスローライフできる環境を守るべく戦う一方で、地球では異能力者や、それを狙う魔法少女、天使と悪魔のデスゲーム、異世界産の巨大怪獣、宇宙人などへの対処に奮戦することになる。
著者・ぶんころりは採用されたパターンとは別に著者自身が考えた「眼鏡をかけたイケメンキャラ」もあったというが、検討を重ねた結果著者の考えたパターンは見送られた。また設定が中年になったのは著者のデビュー作の主人公が中年で2作目が少年だったことから、3作目である本作は中年に戻ろうと考えたからであるという。
ピーちゃん
声 - 悠木碧
本作のもう1人の主人公であり、人間の言葉を理解し喋る事が出来る文鳥。その正体は異世界から転生した魔法使いで本名は「ピエルカルロ」。前世では「星の賢者」と呼ばれていた。
ピエルカルロとして死亡後、現実世界にて前世の記憶と人間の知能を持ったまま文鳥の姿に転生し、佐々木と出会う。「ピーちゃん」という名前は「ピエルカルロ」という名前を聞いた佐々木が付けた（本人は頑なに「ピエルカルロ」と名乗るが、「ピーちゃん」と呼ばれること自体に抵抗は無い模様。必要とあれば自ら「ピーちゃん」と名乗る）。佐々木はピーちゃんと契約を交わし、パスを繋げたことで異世界と現実世界を行き来できるようになった。
強力かつ多彩な魔法を操り、異世界とも自在に行き来ができる。ただし文鳥の肉体では絶大な魔力に耐えきれないため、大魔法の行使にはパスを繋げた佐々木を介する必要があり単独で大魔法を連発すると肉体が徐々に崩壊していく。
基本的に自分がピエルカルロであるということは隠し、ただの文鳥として振舞っているが、時折相手の策にハマったり自分のうっかりで喋れることがバレてしまうことがある。
文鳥でありながら肉を好んでおり、特に神戸牛のシャトーブリアンがお気に入り。アニメ版ではピーちゃんが肉食をするシーンで毎回「※賢者が転生していない文鳥には、お肉を与えないようにしましょう」というテロップが表示される。
著者は佐々木と持ちつ持たれつの関係を上手く表現することを意識している。
ピーちゃんの胸元にある星のデザインは、原作・漫画版・アニメ版ですべて異なっている。

### 異世界の住人
ミュラー子爵 / 伯爵
声 - 安元洋貴
異世界にあるヘルツ王国の貴族。名はユリウス。アドニス王子の派閥に所属している。
生前の星の賢者ピエルカルロ（現在のピーちゃん）を崇拝しており、むざむざ死なせてしまったことを悔いている。戦場でアドニス王子を救った功績で子爵から伯爵となる。
エルザ
声 - 富田美憂
ミュラー子爵の娘。髪型から「盛り姫」とも形容される。ややキツイ性格だが、実際は大の父親好きである。
ピーちゃんの事は最初はただの鳥と思っていたが、ピーちゃんがうっかり目の前に魔法で転移したうえ言葉を話してしまったことで、言葉を話し魔術を使える鳥だと知る（星の賢者ピエルカルロだということは隠す事ができた）。
ヘルツ王国の王位継承争いの影響で国内に留まることが危険となったため、父親の依頼で佐々木が日本で保護することになる。なお、佐々木はあくまでもミュラーへの友情の一環として一時的に預かっただけのつもりだが、父親や本人の意識では佐々木という男性を信頼して貴族令嬢の身を委ねた時点で、この時点で佐々木がヘルツ王国の爵位を得ていたこともあり政略結婚に準じて側室として扱われるのが当然と考えている。そのため佐々木が未婚者であり、貞操はおろか彼女に指一本触れていないことをピーちゃんから聞かされたミュラーは驚愕していた。
異世界語しか理解できないため日本での周囲とのコミュニケーションは佐々木による通訳のみだったが、二人静の依頼で十二式が万能翻訳イヤホンを制作したため不自由なく会話ができるようになった。
セバスチャン
声 - 玄田哲章
ミュラー子爵家に長年仕えている執事。その正体はディートリッヒ伯爵に通じるスパイ。
ミュラー子爵がわざと戦死の報を流す罠を仕掛けたことで炙り出され、捕縛された。佐々木は社畜時代に上司を選べずに苦労した経験から自分の保身の為にミュラー伯爵を裏切った彼に対して同情の様な感情を抱いているのが作中で描写されている。
アドニス王子
声 - 福山潤
ヘルツ王国の第二王子。王の正妻の子であり文武に優れた人物で、国の行く末を案じる民を思う心も持つ。国を乱すことは本意ではないものの、異母兄であるルイス王子を支持する派閥とは対立が生じている。
ルイス王子
ヘルツ王国の第一王子。王の側室の子であり、数年前までは忌み子として存在自体が隠匿されていたが、現在はアドニス王子と並んで次期王位を争う立場にある。
マルク
声 - 岩田光央
ミュラー子爵家の御用商会であるハーマン商会の副店長。長期出張で不在中の店長ハーマンに代わって日本の品物を持ち込んだ佐々木と良き関係を築き、ミュラー子爵へと紹介する。
佐々木から帝国からの侵攻軍が壊滅したと知らされたため、その情報を利用して莫大な儲けを出す事ができたが、それに対して立場を奪われることを危惧したハーマンとミュラー子爵の力をそぎたいディートリッヒ伯爵の策略により、不敬の罪を着せられ投獄されてしまう。解放された後は佐々木の資金でマルク商会を立ち上げハーマン商会を傘下に収める。
フレンチ
声 - 浪川大輔
異世界の料理人。同僚の嫉妬で店の金を盗んだ冤罪を着せられ店をクビになったところに居合わせた佐々木にスカウトされ、佐々木の出した資金とハーマン商会のサポートで自分の店を持つことになる。そのため佐々木に対して強い恩義を感じており、佐々木が爵位を得て以降は、ササキ領における平民のリーダー格となる。
ディートリッヒ伯爵
声 - 乃村健次
父の代からミュラー子爵家と対立する貴族。ルイス王子の派閥に所属している。
セバスチャンをスパイとして取り込んだほか、マルクに罪をかぶせて投獄するなど、ミュラー子爵を陥れる為策略を練る。しかし大局を見ればアドニス王子を王位に付けるよりも平民であるマルクを国のために役立てる方がヘルツ王国のためであると主張する佐々木と、それを苦笑いで済ませるアドニス王子の器の大きさを見て自身の敗北を悟り、マルクを解放してアドニス王子派に鞍替えする。
ハーマン
声 - 島田敏
ハーマン商会の店長。ディートリッヒ伯爵の支援で、王都での新規店舗立ち上げ移転のために長く本店を不在にしていたが、留守を任せたマルクの活躍により自身の立場が危うくなり、ディートリッヒ伯爵と手を組みマルクを貶める計画を立てる。
ヨーゼフ・ケプラー
声 - 緑川光
ルンゲ共和国の大商会ケプラー商会の頭取。ルンゲ共和国は貴族が存在しないが、他国だと公爵に相当するほどの有力者。国力が落ち目のヘルツ王国民ではケプラー商会と取引があるだけでも相当なステータスがあり、ヘルツ国王が望んでも頭取に直接会うことは困難と思われている。

### 内閣府超常現象対策局
阿久津
声 - 置鮎龍太郎
超常現象対策局の課長。佐々木の上司になる。部下の採用や権限の譲渡など対策局の運営を一任されており、かなり強い権限を持っている。スパイ対策で部下の自宅に盗聴器等を仕掛けているが、それを知った星崎にセクハラだと抗議されたときは、自分は同性愛者なので女性をそのような目では見ていないと反論して煙に巻いている。
実は対策局とは敵対関係にあるはずのアキバ系の人とは裏で繋がっており、二人静によると局員が多数殉職したボーリング場廃墟の戦いは阿久津が持ち掛けた自作自演だったことのこと（事件の責任を取った上司が左遷された結果阿久津が昇進している）。佐々木とは相手が何かを隠していることを互いに承知の上で、上司部下として利用し合う緊張感のある関係となっている。
星崎さん
声 - 高橋李依
超常現象対策局の局員。佐々木の先輩であり上司にもなる。厚化粧をしているが現役女子高生で、通学時やプライベート時は化粧はせず地味な眼鏡っ娘である。
水などの液体を操る異能力者。操作した液体は形状だけでなく水から氷、氷から水に状態変化させることも可能だが、あくまでも操るだけで生み出すことは出来ず、水が入ったペットボトルを常に携帯している。物語開始当初は障害物が間にあると操る事ができず皮膚の下の血液などを操ることも不可能だったが、能力が成長したことで接触した生物の体液を皮膚の上から直接操作して殺害することが可能となった。
異能力者である「通り魔」との戦闘中ピンチになったところを佐々木に氷の魔法で助けられ、佐々木を異能力者と勘違いし対策局の局員へ登録させた。
妹と二人暮らしであり家庭環境の影響で金銭に対する執着が強く、危険手当が出る任務を積極的に受けようとする。当初は「氷を無制限に生み出す」という異能力者として局員となった佐々木のことを自分の能力と相性がいい便利なサポート要員として見ていたが、何度も危地を救われたことで徐々にツンデレ的反応を見せるようになる。
著者は当初の構想では大人のお姉さんにする予定だったが、年齢相応の落ち着きがないように思えてきたことから後付けで設定を高校生に変更した。
二人静（ふたりしずか）
声 - 大空直美
超常現象対策局と対立する異能力者の組織の一人。触れた相手の生命力を吸い取ることができるエナジードレインの異能を持つ。更に吸い取った生命力によって常人を超越した身体能力、再生力、寿命を持ち、見た目は年若い少女だが明治維新を経験したと自称しており、実年齢は三桁と目されるロリババァ。呼び名は着ている和服の色（深く渋い紅紫）に由来しており、本名は不明。
当初は佐々木と敵対する場面で遭遇したが、そこで異能の法則から外れた佐々木の魔法に圧倒されたことと、後にマジカルピンクと佐々木の会話の中で佐々木がでまかせで言った「魔法中年」という発言、さらにピーちゃんが独り言を話しパソコンを操作する姿を目撃したことで、佐々木が「正体は魔法少女の同類で、自らを異能力者と偽って超常現象対策局に所属している」と推測。佐々木の異世界交易の手助けをする過程で弱みを握って支配下に置こうと画策するが、異世界から持ち込まれた荷物の中に隠れていたエルザを人質にしようとしたのをピーちゃんによって阻止され、敵対すると肉体を蝕まれる呪いを刻まれる。その後も臆することなく飄々とした態度で付き合い、古巣からの襲撃からの救援に現れた佐々木とピーちゃんと正式に取引を結んで超常現象対策局に移籍した。
長い年月を経て得た財力や技術、人脈などを豊富に持ち、資産家を自称している。佐々木の後輩かつ相棒になった局での仕事でも異世界での交易に関係する物や人との日本での取扱いでも器用かつ周到に動くため、佐々木はすっかり彼女に依存気味になってしまっている。
著者は当初の構想通りのポジションに収まっているとしながらも、便利キャラであることから登場シーンも増え、想定外の活躍をしているという。

### 非政府系の異能力者
アキバ系の人
声 - 小西克幸
二人静の元々所属していた組織のリーダー。典型的な痩せ型のオタクにしか見えないが、想像したものを具現化できる数少ないAランク認定の異能力者。直接具現化できるのは物体に限られるが、異能を持った人間の複製を作ってその異能を使わせたり、ゲームなどに登場する架空の物品を具現化すれば原作通りの効果を発揮するなど、応用性が異常に高い能力である。二人静の移籍を巡ってのピーちゃんとの対決では命を懸けるのは割に合わないという理由で早々に降伏を宣言したが勝負自体は拮抗しており、ピーちゃんからも実力を高く評価されている。
ネットでのハンドルネームは「†漆黒の堕天使†」で、アニメ版の役名表記にもなっていた。

### 魔法少女
マジカルピンク
声 - 水瀬いのり
女児向けアニメに出てきそうな派手な色の髪と可愛らしい服装だが、全体的に薄汚いホームレスの少女。超常現象対策局に異能力者と誤認されたことで起きたトラブル（詳細不明）で家族・友人を殺されたため、所属に関係なく異能力者全員を殺すことを目的に動いている。佐々木に関しては彼の能力が異能力ではなく魔法であると納得し、彼のでっち上げも相まって「魔法中年」と呼び、対話ができる関係を構築している。なお、首に巻いている白いマフラーは自分を魔法少女にした妖精の毛皮である（彼女が殺害した）。下の名前は「小夜子」だが苗字は不明。
マジカルイエロー
声 - 小原好美
マジカルピンクが対策局を襲撃した際に助っ人として連れてきた魔法少女。
マジカルブルー
アメリカの魔法少女。マジカルピンクと異なりアメリカ政府とは協力的関係を結んで軍属となっており、相棒であるメイソン大佐からは「アイビー中尉」と呼ばれる。魔法少女同士の関係は良好であり、魔法少女によるチームを組んで戦うこともある。

### デスゲーム関係者
お隣さん
声 - 鬼頭明里 / 悠木碧（ボイスコミック）
佐々木が暮らすアパートに住み、佐々木の1つ隣の部屋に暮らす中学生。実母からネグレクトを受けており、家の前で放置されている姿に同情した佐々木から、パンやお菓子などを貰っている内に、彼に異常なまでの執着と情愛を寄せるようになったヤンデレ。アバドンの使徒として天使と悪魔のデスゲームに悪魔の側で参加することになる。苗字が「黒須」であることは作中で描写されているが、下の名前は不明。
テレビアニメ第一期では原作で描かれた彼女の悲惨な境遇と佐々木への執着心はほぼ触れられることが無かったが、それを補完するコミカライズ版第13話「お隣さん視点」のボイスコミック動画がKADOKAWAanime公式YouTubeチャンネルで公開されている。
WEB版では登場せず、書籍版で新たに追加されたキャラクターである。著者はWEB版と書籍版の差別化を図る際に、担当編集者から既出のヒロインの間を考えてみてはどうかと言われたことから、星崎さん（高校生）と魔法少女（小学生）の間をとって中学生の設定となり、ライトノベル界では年の差ラブコメが、漫画界ではデスゲームが流行っていた背景からそれらの要素を取り入れた結果、彼女の立ち位置は決まったという。
アバドン
声 - 田村睦心
天使と悪魔の代理戦争に参加している悪魔。悪魔としての真の姿は巨大な醜悪な肉塊だが基本的に堕天する前の金髪の美少年の姿を取っており、使徒であるお隣さん以外からは姿を見えなくなることもできる。お隣さんの内に秘める欲望を気に入り、彼女を自分の使徒としてデスゲームに挑む。長命であるが異能力者や魔法少女の存在は知らず、デスゲーム関係者以外にも超常能力の持ち主が大勢いることに驚いていた。

### 機械生命体
十二式
遥か宇宙の彼方からやってきた高度な技術力を持つ機械生命体が製造したアンドロイド。地球人を観察した結果、コミュニケーションをとるのに最適な姿として地球人の美少女の姿をしている。本体は宇宙船の制御AIであり、アンドロイドは端末の一体に過ぎないが稼働しているのは彼女一人である。辺境宙域の開拓が任務で単独派遣されてきたが、本来感情がないはずなのに「寂しい」という感情を抱くバグが発生したため、地球人と接触して「家族」になろうと要求する。接触した地球人たちがことごとく自分の持つ異星技術目当てだったことにショックを受け地球に攻撃を仕掛けるも、唯一表裏なく家族がいない機械生命体の寂しさに同情を示した星崎に執着するようになる。

## 用語
異世界
ピーちゃんが元々いた中世ヨーロッパ風の世界。科学技術が発達していない代わりに魔法が存在する。地球とは時間の経過にズレがあり当初は異世界で1日過ごしても日本では1時間ほどだった。そのため、佐々木たちは日本で睡眠をする代わりに10日程度を異世界で過ごすことで日本と異世界の二重生活を送っている。しかし時間のズレは徐々に縮まりつつあり、ピーちゃんとは無関係に異世界の生物が地球に出現する異変が起こっている（理由は不明）。
ヘルツ王国
異世界における国家の一つ。100年ほど前は魔法技術に優れた大国だったが貴族の腐敗によりほとんどの魔法使いが国を去り、唯一残った大魔法使いである星の賢者ピエルカルロ（ピーちゃん）が国を支える状態だった。しかし数年前にその星の賢者が腐敗貴族によって暗殺されてしまい、他国からは国の命運は尽きたと見なされている。そんな状況でも二人いる王子の次期王位を巡って貴族が派閥争いを繰り広げており、国内情勢は不安定である。
異世界魔法
ピーちゃんのいた世界で普及している魔法は適切な呪文を唱えた上で、脳内に十分なイメージを描くことで発動する。魔力が必要なのはもちろんだが、誰でも習得できる技術ではなく個人的な技能に近いものであり、熟練すれば何度も繰り返し使用することでイメージのみの無詠唱発動が可能になる一方で、イメージを描く素質が無い人間はいくら詠唱しても発動できない。
異能力者
地球において、10万人に1人の割合で発現する超能力「異能力」を持つ者。社会の混乱を防ぐために政府によって隠蔽されているため、一般には存在が知られていない。1人の異能力者が使える能力は一種類だけで、大して役に立たないものから絶大な有用性があるものまで千差万別。繰り返し使うことで威力や範囲等が成長する場合もあるが、種類が変わることは無い。日本では異能力者を管理する政府組織「内閣府超常現象対策局」に所属する義務があるが、政府に縛られることを嫌って反政府組織を結成する者もいれば、自分以外の異能力者の存在を知らない野良異能力者も存在するためトラブルが絶えない。
魔法少女
妖精界から地球の小動物に憑依した使者によって魔法を授けられた世界に7人いる少女たち。強力な攻撃魔法マジカルビーム、防御魔法マジカルシールド、飛行魔法マジカルフライ、空間転移マジカルフィールドといった多彩な魔法を使うほか、それぞれが独自の魔法を一つ持つ。同じ魔法であってもピーちゃんの世界の魔法とは別体系であり、詠唱は必要ない。妖精界は地球に隠されているマジックアイテム「フェアリードロップス」を捜索回収するために魔法少女を生み出したことが原作8巻で判明したが、その経緯詳細は不明。
天使と悪魔のデスゲーム
太古から対立している天使と悪魔が全面対決を避けるために行っている代理戦争。前回行われたのは100年ほど前で、終わるのに30年ほどかかったとのこと。天使・悪魔それぞれが一人ずつ選んだ人間「使徒」に自分の分霊を憑依させ、異なる勢力同士の使徒が一定の距離まで近づいた時点で時間が静止した「隔離空間」が発生。隔離空間の中では使徒の指示で分霊が戦い、敵の使徒・分霊を殺害すれば隔離空間が消えて、倒された使徒の死体が現実に出現する。分霊が倒されても、本体である天使と悪魔には悪影響はない。使徒は隔離空間の外でも分霊の力の一部を利用できるうえに、功績次第では死者蘇生も含めた人知を超えた報酬を与えられる。
隔離空間以外で天使や悪魔が人を殺すのは禁止されているが、使徒以外の人間を雇うなどして殺害することは可能。そのため、使徒であることは秘密にする必要がある。隔離空間の中に入れるのは使徒のみのはずだが、異世界の障壁魔法や魔法少女のマジカルシールドが起動している状態で隔離空間が発生した場合、いっしょに隔離されてしまう。

## 制作背景
著者はペットを飼いたいと思いつつも飼えなかった経験から、その欲求を文章の上で発散させようと思ったのが本作を執筆するきっかけだったという。
著者は異世界側ではスローライフ感を出している代わりに現代世界側では緊張感を出せるようなストーリー展開にしたかったという。

## 既刊一覧

### 小説
- ぶんころり（著）・カントク（イラスト）、KADOKAWA〈MF文庫J〉、既刊10巻（2025年1月24日現在）
  - 『佐々木とピーちゃん 異世界でスローライフを楽しもうとしたら、現代で異能バトルに巻き込まれた件 〜魔法少女がアップを始めたようです〜』、2021年1月25日初版発行（同日発売[33]）、ISBN 978-4-04-065932-9
  - 『佐々木とピーちゃん 2 異世界の魔法で現代の異能バトルを無双していたら、魔法少女に喧嘩を売られました 〜まさかデスゲームにも参戦するのですか？〜』、2021年3月25日初版発行（同日発売[34]）、ISBN 978-4-04-065933-6
  - 『佐々木とピーちゃん 3 異世界ファンタジーなら異能バトルも魔法少女もデスゲームも敵ではありません 〜と考えていたら、雲行きが怪しくなってきました〜』、2021年5月25日初版発行（同日発売[35]）、ISBN 978-4-04-065934-3
  - 『佐々木とピーちゃん 4 異能力者と魔法少女がデスゲーム勢を巻き込んで喧嘩を始めました 〜並びに巨大怪獣が日本来訪のお知らせ〜』、2021年11月25日初版発行（同日発売[36]）、ISBN 978-4-04-680915-5
  - 『佐々木とピーちゃん 5 裏切り、謀略、クーデター！ 異世界では王家の跡目争いが大決着 〜現代は待望の日常回、ただし、ハードモードの模様〜』、2022年5月25日初版発行（同日発売[37]）、ISBN 978-4-04-681406-7
  - 『佐々木とピーちゃん 6 宇宙の彼方より、未確認飛行物体、来襲！ 〜人類終了のお知らせ、伝えに訪れた地球外生命体は、どうやら地雷のようです〜』、2022年11月25日初版発行（同日発売[38]）、ISBN 978-4-04-682034-1
  - 『佐々木とピーちゃん 7 疑似家族、結成！ 〜温かな家庭を夢見る末娘と、てんでバラバラな家人たち〜』、2023年5月25日初版発行（同日発売[39]）、ISBN 978-4-04-682035-8
  - 『佐々木とピーちゃん 8 巡り巡って舞台は学校、みんなで仲良くラブコメ回 〜真実の愛を手にするのは誰だ？〜』、2024年1月25日初版発行（同日発売[40]）、ISBN 978-4-04-682036-5
  - 『佐々木とピーちゃん 9 動画投稿サイトでPVバトル勃発！ 〜お隣さんがVTuberとして成り上がっていくようです〜』、2024年7月25日発売[41]、ISBN 978-4-04-683798-1
  - 『佐々木とピーちゃん 10 海外赴任！　引き抜き！　現地雇用！ 〜英語が喋れない社畜が国外に飛ばされたら、マフィアに採用されていた件〜』、2025年1月24日発売[42]、ISBN 978-4-04-684449-1

### 漫画
- ぶんころり（原作）・カントク（キャラクター原案）・プレジ和尚（作画） 『佐々木とピーちゃん 異世界でスローライフを楽しもうとしたら、現代で異能バトルに巻き込まれた件 〜魔法少女がアップを始めたようです〜』 KADOKAWA〈角川コミックス・エース〉、既刊5巻（2025年6月25日現在）
  1. 2021年6月25日発売[43][44]、ISBN 978-4-04-111378-3
  2. 2022年6月24日発売[45]、ISBN 978-4-04-112119-1
  3. 2023年8月25日発売[46]、ISBN 978-4-04-114121-2
  4. 2024年7月25日発売[47]、ISBN 978-4-04-114892-1
  5. 2025年6月25日発売[48]、ISBN 978-4-04-115960-6

## テレビアニメ
2022年7月に開催されたイベント「MF文庫J 夏の学園祭2022」にてアニメ化が発表され、2024年1月から3月までAT-Xほかにて放送された。
第1話では「役名のないキャラクター」を10人の佐々木姓の声優が演じたほか、ゲストキャストとして元プロレスラーの夫妻・佐々木健介と佐々木久子（北斗晶）が出演したことで、その徹底した「佐々木縛り」のこだわりから話題になった。
アニメ版ではミュラー子爵の城がある街の名前が原作の「エイトリアム」から「ベイトリアム」になるなど異世界の地名の一部が変更されている。
2024年3月にはシーズン2の制作決定が発表された。

### スタッフ
- 原作 - ぶんころり[12]
- キャラクター原案 - カントク[12]
- 監督 - 湊未來[12]
- 助監督 - 伊部勇志（第3話 - ）
- シリーズ構成 - 赤尾でこ[12]
- キャラクターデザイン - 仲敷沙織[12]
- プロップデザイン - レコメンデーション
- 色彩設計 - 水本志保[26]
- 美術監督 - 新城湧基[26]
- 美術設定 - 前田実[26]
- 3D監督 - 北村浩久
- 撮影監督 - 菊池優太郎[26]
- 編集 - 木村勝宏
- 音響監督 - 阿部信行[26]
- 音楽 - 日本コロムビア[26]
- 音楽制作 - 藤本コウジ、ササキオサム
- 音楽プロデューサー - 金子逸人
- プロデューサー - 新井孝介、大類瞬、成田明浩、西前朱加、桑山ゆかり、徳村憲一、金子逸人、植村俊一
- アニメーションプロデューサー - 原田大資
- アニメーション制作 - SILVER LINK.[12]
- 製作 - 佐々木とピーちゃん[26]

### 主題歌
「FLY」
MADKIDによるオープニングテーマ。作詞はLIN、YUKI、作曲はpw.a、Yuka Niiyama、編曲はpw.a。
「曖昧ガール」
大西亜玖璃によるエンディングテーマ。作詞は佐野仁美、作曲は佐野と渡邉俊哉、編曲は渡邉。

### 各話リスト
| 話数  | サブタイトル               | 脚本       | 絵コンテ                | 演出                              | 作画監督 | 総作画監督                 | 初放送日      |
| ----- | -------------------------- | ---------- | ----------------------- | --------------------------------- | --- | -------------------------- | ------------- |
| 第①話 | 現代と異世界               | 赤尾でこ   | 湊未來 沖田宮奈         | 湊未來 伊部勇志 大内大和 廣田陽香 | 澤入祐樹 前嶋弘史 井上美香 永田正美 和田祐二 Beep シード Vista Rad Plus ワン・オーダー グレーン GK セールス 暁・火鳥動画制作集団 BigOwl 株式会社 星律 | 仲敷沙織                   | 2024年 1月5日 |
| 第②話 | 初仕事とパートナー         | 赤尾でこ   | 沖田宮奈                | 伊部勇志                          | 坪田慎太郎 工藤公聖 木下由美子 西島圭祐 BEEP スタジオグラム GK セールス スタジオCL スタジオミュウ グレーン VISTA 暁・火鳥動画制作集団                 | 仲敷沙織 山吉一幸          | 1月12日       |
| 第③話 | 戦とお嬢様                 | 赤尾でこ   | 澤井幸次                | 菱川直樹                          | 永田有香 村上真紀 株式会社 星律 24FPS Studio EverGreen スタジオミュウ BigOwl                                                                          | 仲敷沙織                   | 1月19日       |
| 第④話 | 王子と賢者                 | 西久保明久 | 岩畑剛一                | 廣田陽香                          | 武志鵬 櫻井拓郎 BEEP スタジオグラム グレーン VISTA REVIVAL BigOwl ワン・オーダー Rad Plus                                                             | 仲敷沙織 澤入祐樹          | 1月26日       |
| 第⑤話 | 魔法中年と三つ目の世界     | 赤尾でこ   | 西森章                  | 菱川直樹                          | 永田正美 小澤和則 龍光 BigOwl | 仲敷沙織 澤入祐樹          | 2月2日        |
| 第⑥話 | 面談と接待                 | 赤尾でこ   | 海野なまこ              | 井上美香                          | 井上美香 和田祐二 BEEP スタジオCL | 澤入祐樹 大島美和          | 2月9日        |
| 第⑦話 | 武力と政治力               | 星野七海   | 澤井幸次                | 山本隆太                          | 24FPS Studio EverGreen スタジオミュウ | 仲敷沙織                   | 2月16日       |
| 第⑧話 | 疑念と観光                 | 星野七海   | 金澤洪充                | 大内大和                          | 金正男 しまだひであき 前原薫 石田誠也 櫻井拓郎 星野美波 和田祐二 暁・火鳥動画制作集団                                                                 | 仲敷沙織 澤入祐樹 大島美和 | 2月23日       |
| 第⑨話 | 処刑と交渉                 | 西久保明良 | 海野なまこ              | 菱川直樹                          | CJT | 仲敷沙織 澤入祐樹          | 3月1日        |
| 第⑩話 | 価値と尊厳                 | 西久保明良 | 奥田誠治                | 前嶋弘史 井上美香                 | 清水椋大 鈴木孝典 矢田起也 山本道隆 藤彩七 田倉佳乃 川本和隆 等々力美穂 熊井野乃 齋花 小林タマミ 門松杜和 竹内寛 北村美岬 櫻井拓郎 坪田慎太郎 BEEP    | 仲敷沙織 澤入祐樹          | 3月8日        |
| 第⑪話 | 妄想と攻略                 | 赤尾でこ   | 山本秀世                | 菱川直樹                          | 永田正美 BigOwl | 仲敷沙織 澤入祐樹          | 3月15日       |
| 第⑫話 | 現代と異世界と四つ目の世界 | 赤尾でこ   | 湊未來 ワタナベシンイチ | 大内大和                          | 和田祐二 BEEP 無錫極速蝸牛動畫 LO studio 合肥板絵動画 暁・火鳥動画制作集団 Studio EverGreen 24FPS 育松アニメーション制作有限会社                      | 仲敷沙織 澤入祐樹          | 3月22日       |

### 放送局
| 放送期間                                   | 放送時間                     | 放送局     | 対象地域 | 備考                                 |
| ------------------------------------------ | ---------------------------- | ---------- | -------- | ------------------------------------ |
| 2024年1月5日 - 3月22日                     | 金曜 21:00 - 21:30           | AT-X       | 日本全域 | 製作参加 / CS放送 / リピート放送あり |
|                                            | 金曜 22:30 - 23:00           | TOKYO MX   | 東京都   |                                      |
| 2024年1月6日 - 3月23日                     | 土曜 0:00 - 0:30（金曜深夜） | サンテレビ | 兵庫県   |                                      |
|                                            | 土曜 23:00 - 23:30           | BS日テレ   | 日本全域 | BS/BS4K放送 / 『アニメにむちゅ〜』枠 |
|                                            | 土曜 23:30 - 日曜 0:00       | KBS京都    | 京都府   |                                      |
| 初回（第1話）は1時間スペシャルとして放送。 |                              |            |          |                                      |

| 配信開始日    | 配信時間                | 配信サイト |
| ------------- | ----------------------- | --- |
| 2024年1月5日  | 金曜 22:00 更新         | Amazon Prime Video |
| 2024年1月10日 | 水曜 22:00 以降順次更新 | dアニメストア ABEMA Lemino niconico バンダイチャンネル Hulu TELASA J:COM STREAM milplus U-NEXT アニメ放題 FOD DMM TV music.jp ビデオマーケット カンテレドーガ HAPPY!動画 ムービーフルplus |

### BD / DVD
| 巻 | 発売日        | 収録話         | 規格品番  | 規格品番   |
| 巻 | 発売日        | 収録話         | BD        | DVD        |
| -- | ------------- | -------------- | --------- | ---------- |
| 1  | 2024年3月27日 | 第1話 - 第4話  | KAXA-8781 | KABA-11511 |
| 2  | 2024年4月24日 | 第5話 - 第8話  | KAXA-8782 | KABA-11512 |
| 3  | 2024年5月29日 | 第9話 - 第12話 | KAXA-8783 | KABA-11513 |

### WEBラジオ
『佐々木とピーちゃんとラジオ』が、2024年1月5日よりインターネットラジオステーション「音泉」にて配信中。パーソナリティは佐々木役の杉田智和が担当している。

#### ゲスト
- 第2回（1月19日） - 置鮎龍太郎（阿久津役）
- 第3回（2月2日） - 安元洋貴（ミュラー子爵役）
- 第4回（2月16日） - 鬼頭明里（お隣さん役）
- 第5回（3月1日） - 大空直美（二人静役）
- 第6回（3月15日） - 高橋李依（星崎さん役）
- 第7回（3月29日） - 水瀬いのり（マジカルピンク役）

### ゲーム
『佐々木とピーちゃん ミッドライフレボリューション』が、2024年8月13日よりCTWのHTML5ゲームのプラットフォームである「G123」にて配信開始。ジャンルはMMORPG。基本無料（ゲーム内アイテム課金制）。